# Agrotis endogaea
Agrotis endogaea là một loài bướm đêm trong họ Noctuidae.